# Macroglossum gilia
Macroglossum gilia är en fjärilsart som beskrevs av Herrich-Schäffer 1854. Macroglossum gilia ingår i släktet Macroglossum och familjen svärmare. Inga underarter finns listade i Catalogue of Life.